# Celia Podestá
Celia Podestá (Uruguay; ??? - Chile; 5 de abril de 1945) fue una actriz de cine y teatro uruguaya, nacionalizada argentina. Era integrante de la famosa familia de actores de los Podestá. Realizó su carrera profesional en la primera mitad del siglo XX.

## Biografía
Celia nació en Uruguay y era la hija de Don Gerónimo B.Daneri. Desde muy joven tuvo pasión por la actuación y el teatro. Tuvo una importante carrera en Argentina tanto en cine como en diferentes espectáculos.

## Carrera profesional
En 1908 integró el elenco de la compañía de Pablo Podestá que representó la obra Las de Barranco de Gregorio de Laferrere en el Teatro Nuevo, actualmente Teatro Liceo, en la que también participaba la célebre Orfilia Rico y más adelante se incorporó a la compañía que formó esta última.
En 1919 trabajó en una muy destacada obra teatral junto a María Esther Buschiazzo, Enrique Arellano, Juan Mangiante, Alfredo Liri, entre otros. Otra de su obra más popular y de gran reconocimiento fue La edad de merecer.
En cine trabajó en algunos filmes en la primera mitad de la década de 1940.

## Filmografía
Actriz
- Besos perdidos (1945)
- La danza de la fortuna (1944)
- El sillón y la gran duquesa (1943)
- Bruma en el Riachuelo (1942)
- La casa de los millones (1942)
- Secuestro sensacional (1942)
- Águila Blanca (1941)

## Vida privada
Estuvo casada por varias décadas con Arturo Podestá, quien era hermano de la actriz Blanca Podestá.